# Palazzo Contrari

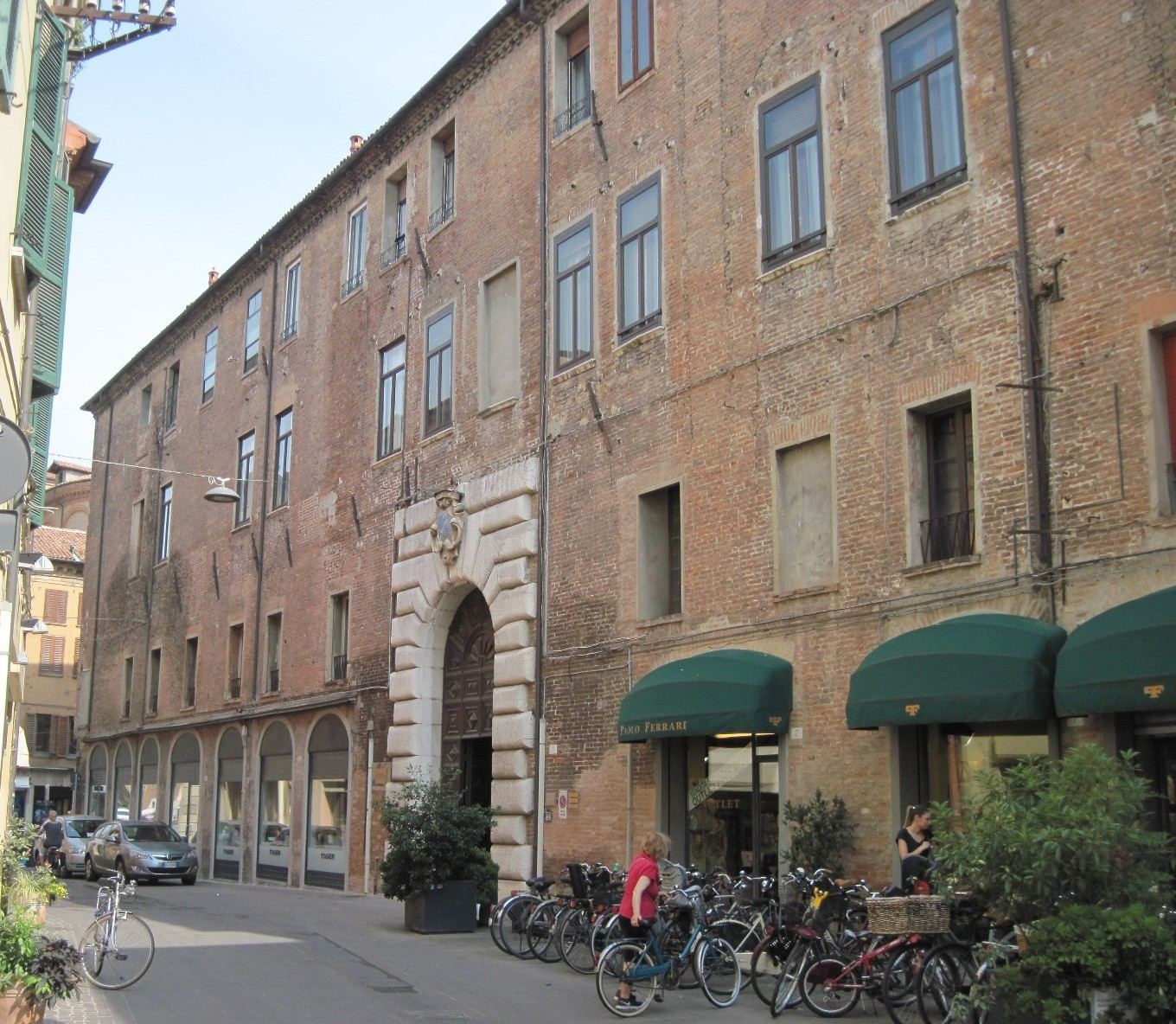
Palazzo Contrari

Der Palazzo Contrari ist ein Palast mittelalterlichen Ursprungs im Zentrum von Ferrara in der italienischen Region Emilia-Romagna. Er liegt in der Via Contrari 5 neben dem Palazzo di San Crispino. Straße und Palast sind nach der alten Adelsfamilie Contrari benannt.
Die Via Contrari ist eine Parallelstraße der Via Mazzini, der einstigen Hauptstraße des jüdischen Ghettos von Ferrara.

## Geschichte

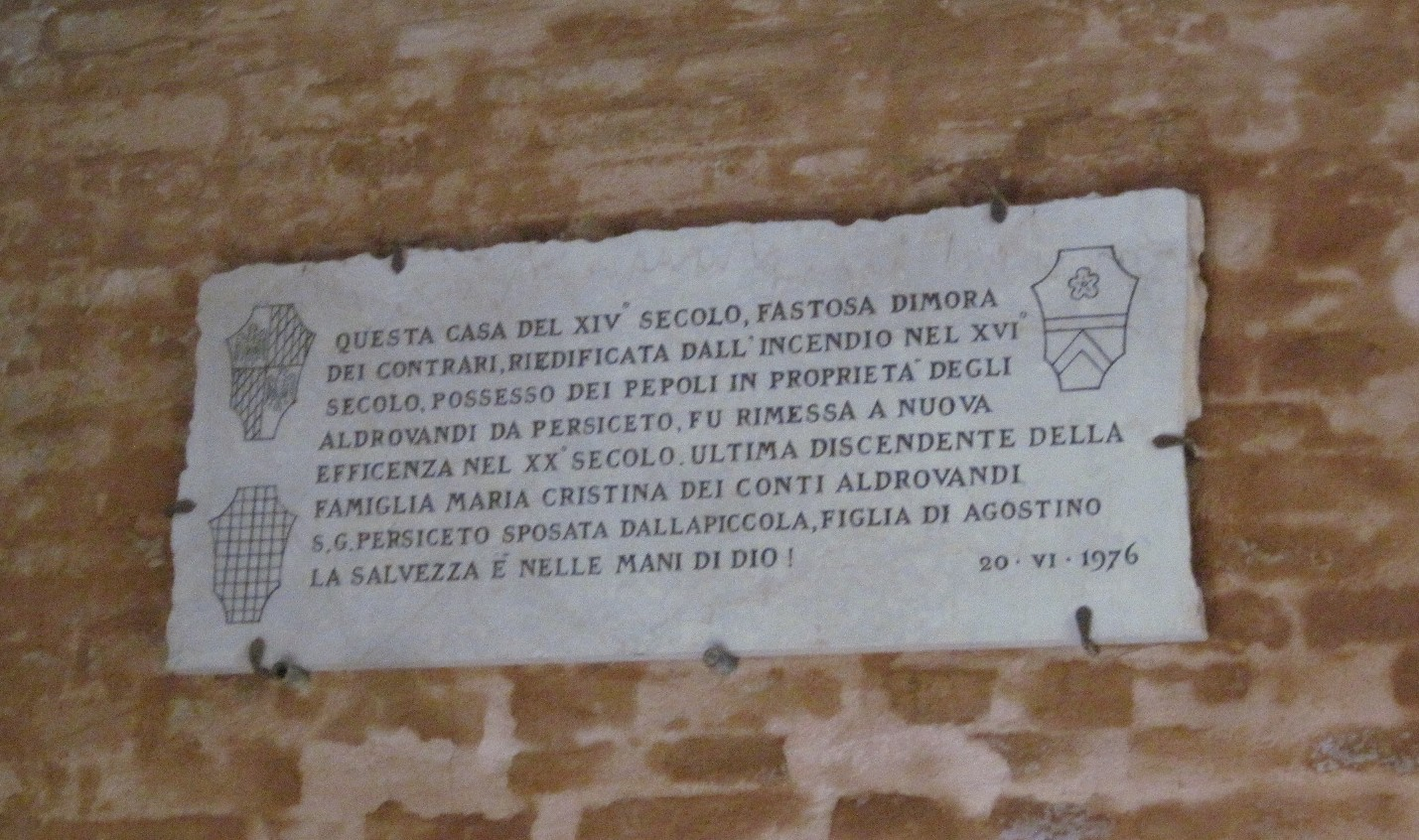
Epigraph im Innenhof des Palazzo Contrari

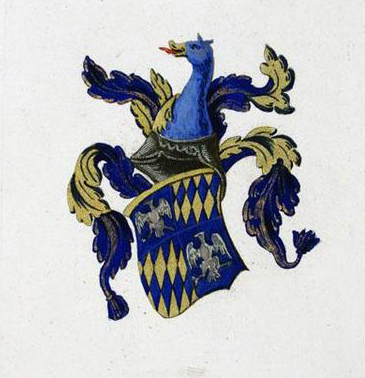
Familienwappen der Contraris

Die Contraris waren seit dem 12. Jahrhundert eine der reichsten und bedeutendsten Familien in Ferrara und auch mit der Familie Este verwandt.
Eines der ersten Mitglieder dieser Familie, die ein öffentliches Amt innehatten, war Pietro Contrari, Bürgermeister von Ferrara von 1127 bis 1135, und die prominenteste Persönlichkeit war Uguccione II. Contrari, 3. Conte di Vignola, der 1516 starb: Er war der Gatte von Diana d’Este, der Tochter von Sigismondo I. d’Este. Unter anderem war er Leutnant des Herzogtums Ferrara und Generalkapitän der Armeen des Herzogs.
Die Familie Contrari war auch mit den Herren von Carpi, den Pios di Savoia, Lehensnehmer der Estes, verwandt, weil Lionello I. Pio di Savoia die Tochter der Familie, Camilla Contrari, geheiratet hatte.
Ab 1413 lebte in dem Palast neben Uguccione II. auch der Graf Ercole Contrari, Kapitän der herzoglichen Garde, der ein langandauerndes Verhältnis mit Lucrezia d’Este hatte. Nach dem Tod des Grafen fiel das Anwesen an die Familie Pepoli bis 1855 und schließlich wurde der Palast unter verschiedenen Familie aufgeteilt.

## Beschreibung
Das Gebäude, das aus einer Zeit vor dem 14. Jahrhundert stammt, war anfangs mit Zinnen ausgestattet, die aber während des Erdbebens von Ferrara 1570 einstürzten. In der Folge wurde der Palast umgestaltet, hatte aber weiterhin ein monumentales Aussehen, auch dank des schönen marmornen Eingangsportals mit Bossenwerk, wie es auch andere Adelssitze, wie die Delizia del Verginese oder die Delizia dei Bagni Ducali haben.
Die weitläufigen Räume sind mit Kassettendecken versehen, die mit Goldauflagen und Figuren wertvoller Machart verschönert sind. Im gesamten Gebäude gibt es viele Friese aus der Bauzeit des Palastes.